# Bouloc (Alto Garona)
 Bouloc  es una población y comuna francesa, en la región de Mediodía-Pirineos, departamento de Alto Garona, en el distrito de Toulouse y cantón de Fronton.

## Iglesia "Notre Dame"

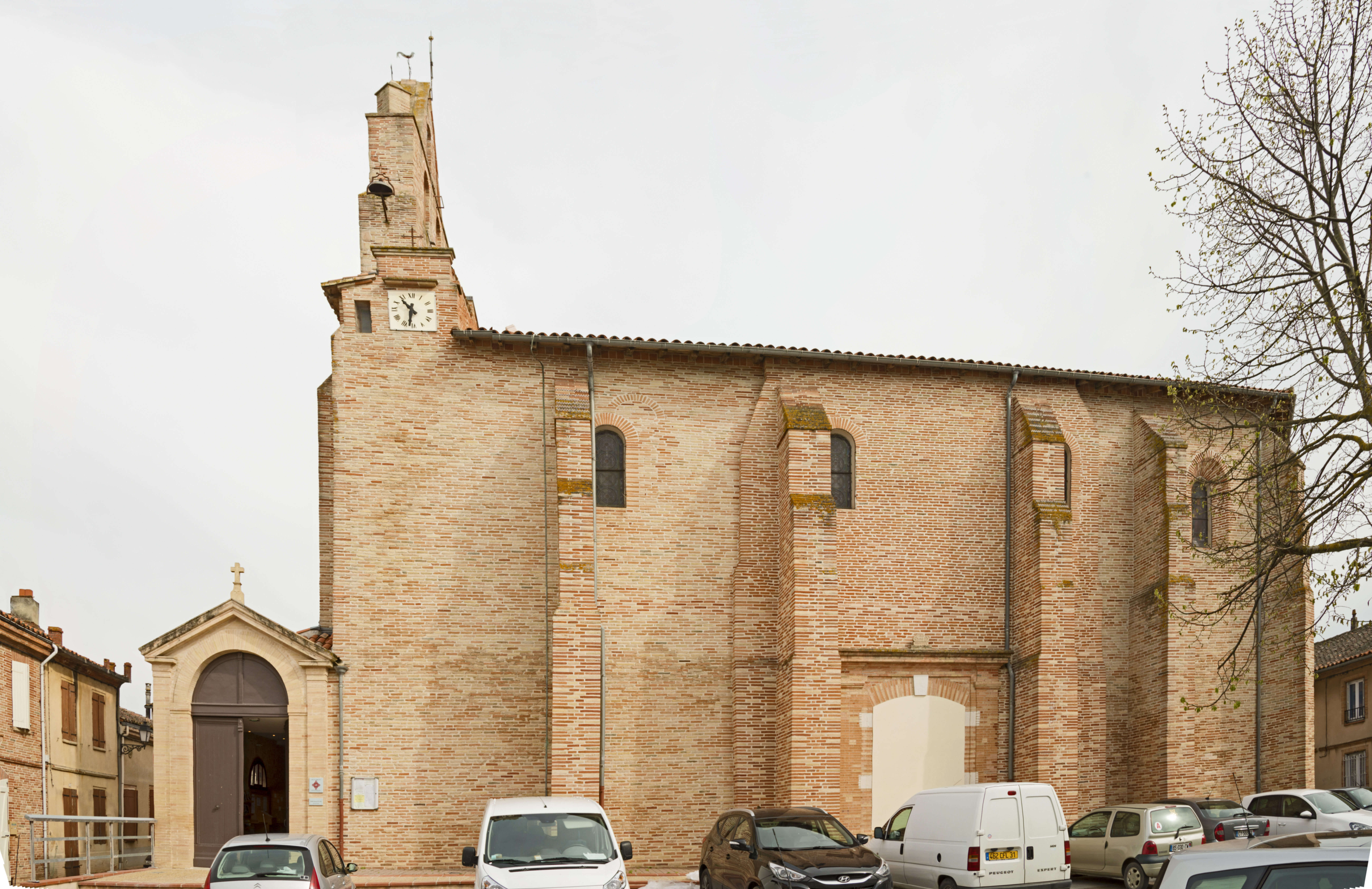
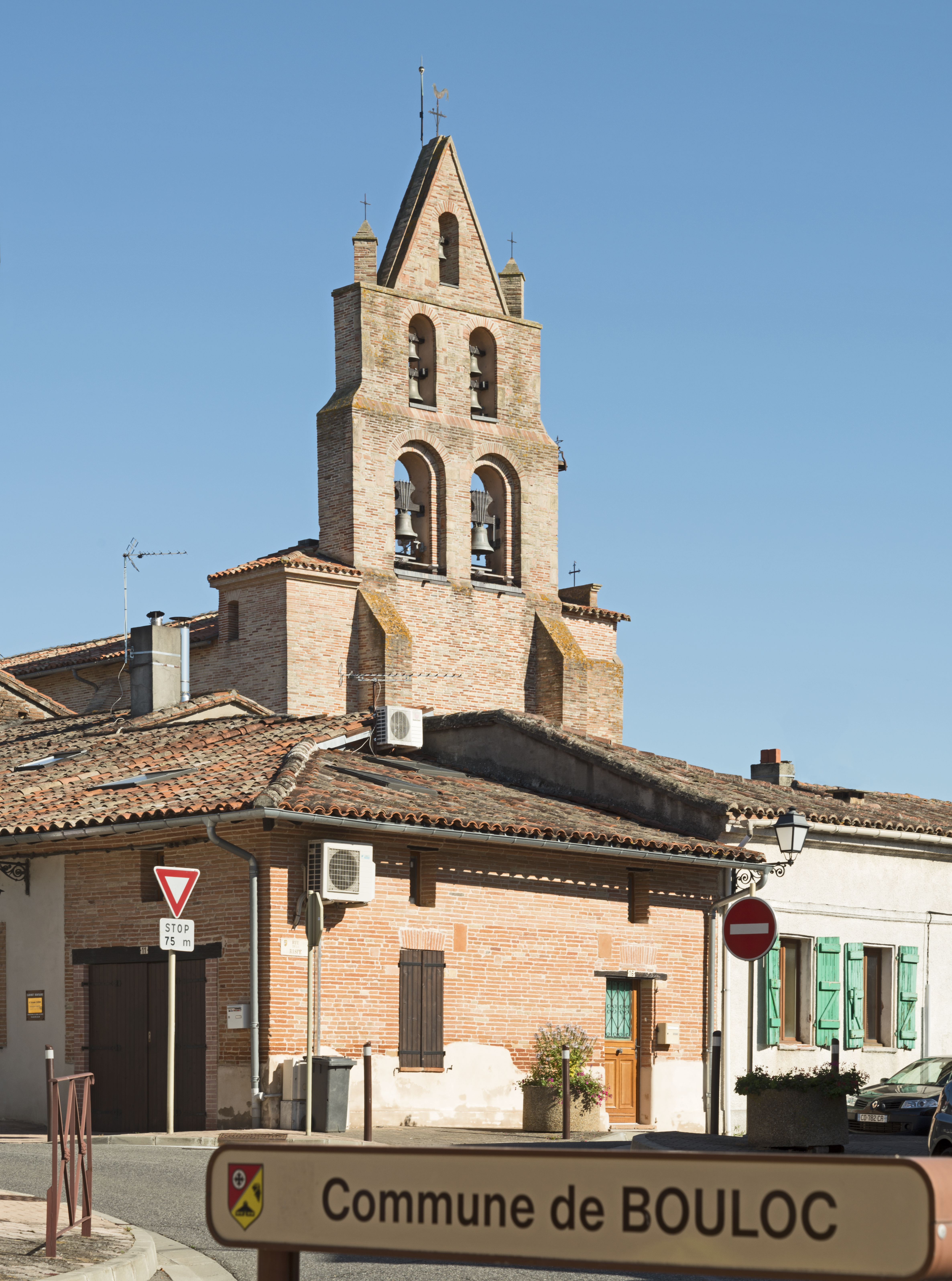
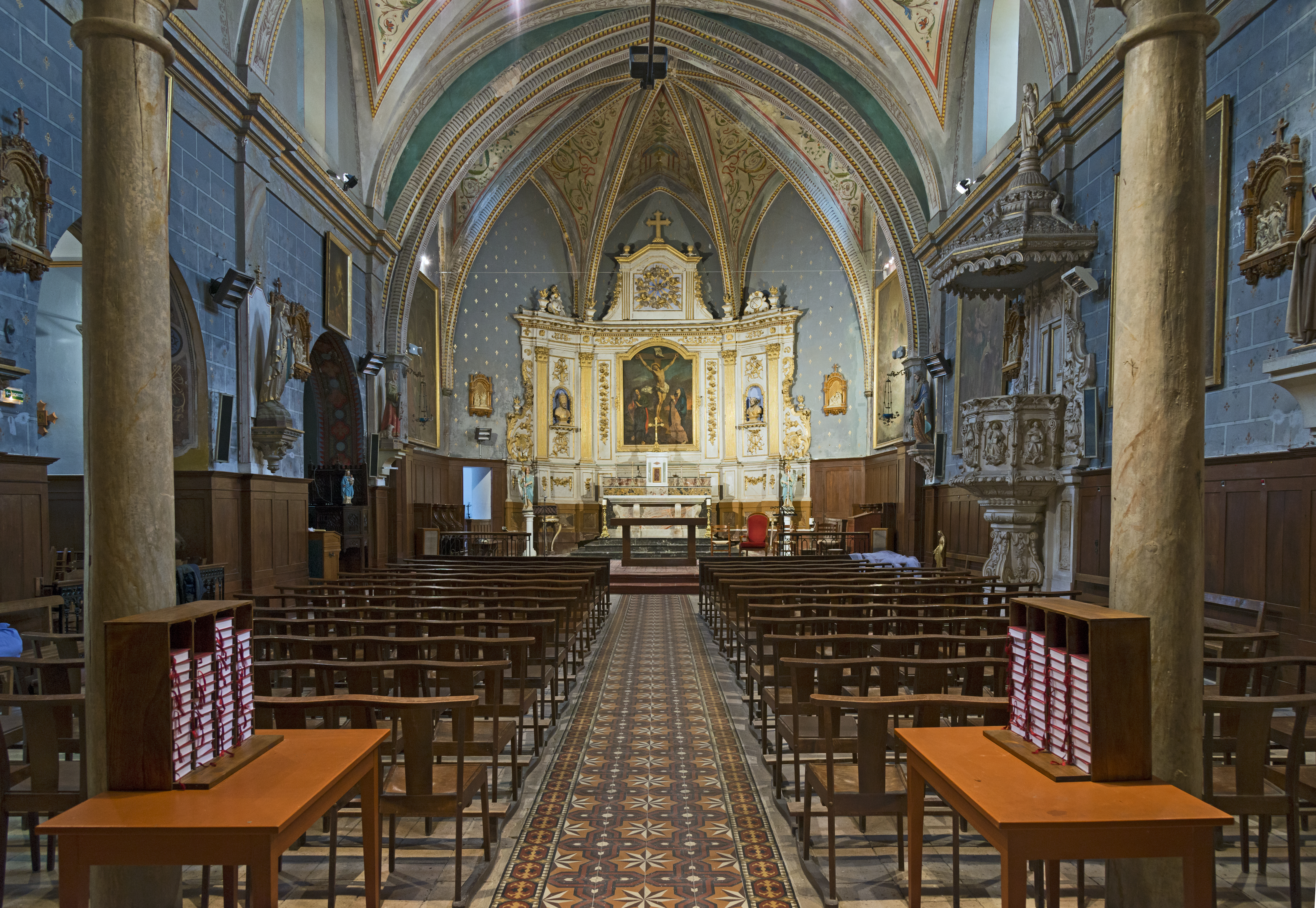
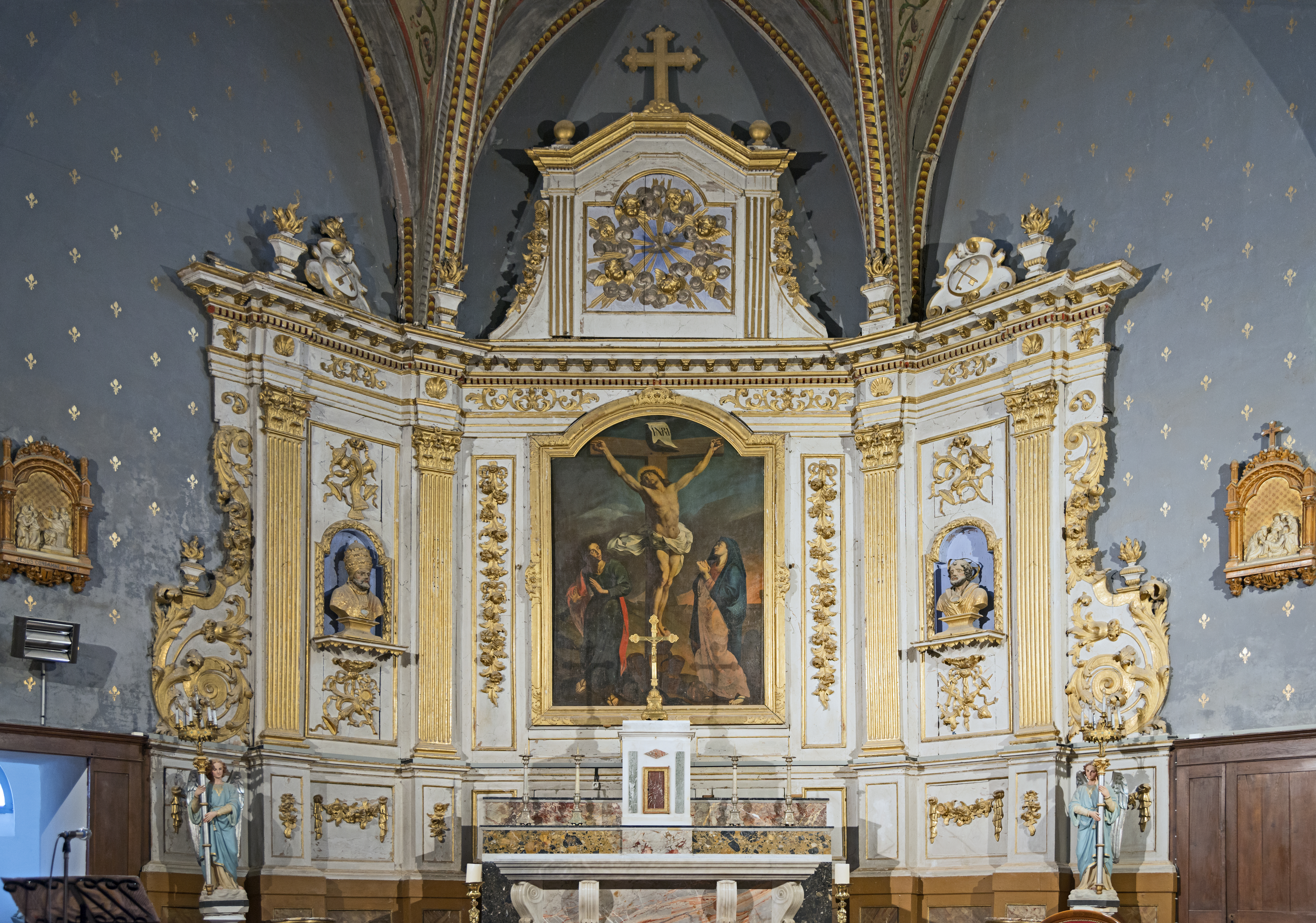
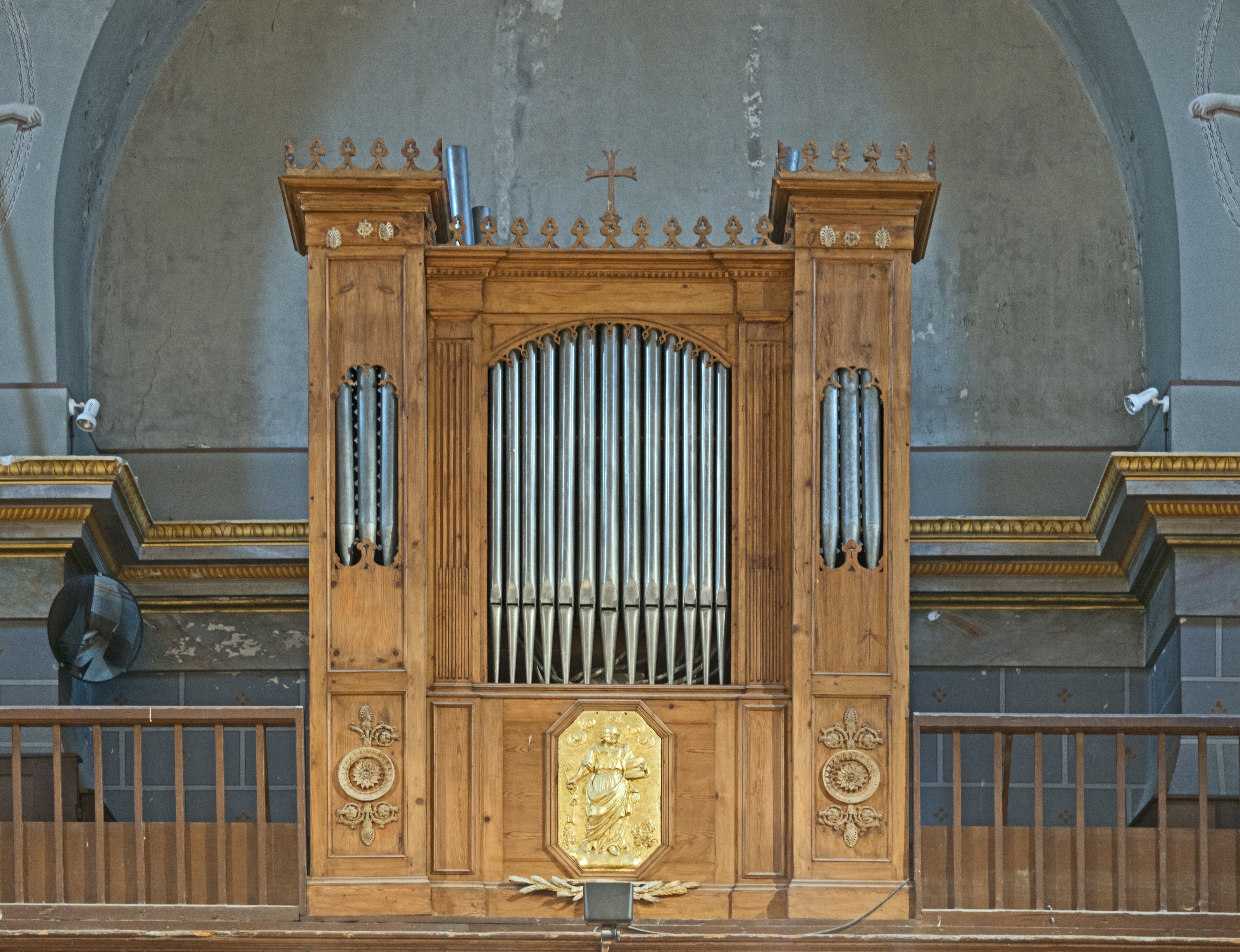
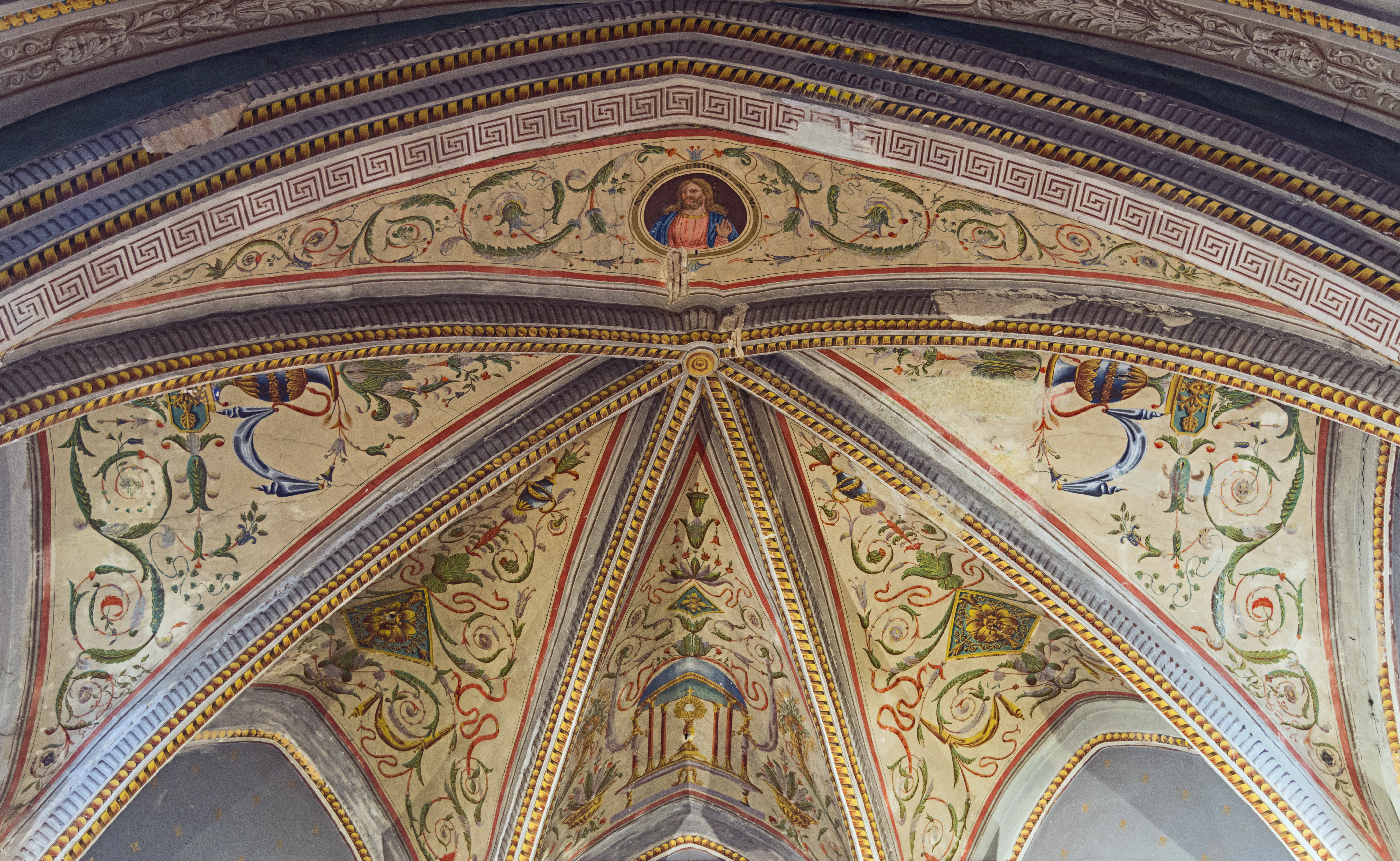

## Demografía
| 668 | 770 | 1084 | 1925 | 2257 | 2925 |
| Para los censos de 1962 a 1999 la población legal corresponde a la población sin duplicidades (Fuente: INSEE [Consultar]) |     |      |      |      |      |